# Губернаторство Бессарабія
Губерна́торство Бессара́бія (рум. Guvernământul Basarabiei) — адміністративно-територіальна одиниця, утворена владою Румунського королівства 1 серпня 1941 року на території окупованої нею Молдавської РСР та Ізмаїльської області Української РСР під час Другої світової війни. Адміністративний центр — Кишинів. На північному заході межувало з губернаторством Буковина. 
Губернаторство Бессарабія фактично припинило існування 22 серпня 1944 року внаслідок проведеної радянськими військами наступальної Яссько-Кишинівської операції.

## Історія
Після завоювання влітку 1941 року Румунією Бессарабії та Північної Буковини було вирішено, що ці дві провінції являтимуть собою дві автономні адміністративні одиниці, керовані безпосередньо главою держави за допомогою його особистих представників. Спочатку губернатором Бессарабії був генерал Константін Войкулеску, який займав цю посаду з 1 серпня 1941 по квітень 1943, потім генерал Олімпіу Ставрат (квітень 1943 — 22 серпня 1944).
25 липня 1941 року на окупованій території правобережної Молдови румунський диктатор І. Антонеску встановив новий порядок фашистського правління.

## Адміністративно-територіальний поділ
Губернаторство Бессарабія поділялося на 9 повітів:
- Бельцький повіт (рум. Județul Bălți)
- Кагульський повіт (рум. Județul Cahul)
- Аккерманський повіт (рум. Județul Cetatea Albă)
- Кілійський повіт (рум. Județul Chilia)
- Ізмаїльський повіт (рум. Județul Ismail)
- Лепушненський повіт (рум. Județul Lăpușna)
- Оргіївський повіт (рум. Județul Orhei)
- Сорокійський повіт (рум. Județul Soroca)
- Бендерський повіт (рум. Județul Tighina)

Кожен повіт було поділено на пласи (райони). Повіти були у віданні префектів і субпрефектів, а пласи преторів. Пласи ділилися на населені пункти, на чолі яких стояли старости (рум. primari).